# Smarty Cat
«Умный котик» (англ. Smarty Cat) — 95-й эпизод мультсериала Том и Джерри вышедший 14 октября 1955 года.

## Сюжет
Трио котов из Бутча, Топси и Молниеносного вылезает из-под забора. Бутч посвистывает Тому. Том видит друзей и показывает табличку, на которой написано «Никого нет дома». Коты сначала бегут, потом увидев Спайка идут на цыпочках, и вновь бегут. Бутч говорит, что снял фильм про глупых псов. Квартет котов собирается смотреть фильм, но перед этим вышвыривает из дома Джерри, который тоже хочет вместе с котами посмотреть фильм.
Фильм начинается. Называется он «Том — потрясающий кот». Часть первая под названием «Красавчик любовник». События происходят в мультфильме «Серенада любви». Спайк гонится за Томом. В ходе погони он сначала получает кирпичом по голове, потом Том бьёт его головой об землю. Бутч посмеивается. Но опять видит Джерри (который во время просмотра первой части успел присоединиться к котам) и опять коты вышвыривают его из дома.
Компания начинает смотреть вторую часть, которая называется «Глупый пёс». События, происходящие в мультфильме «Кошачья рыбалка». Момент, когда Том хотел тихо пройти мимо Спайка, но все же разбудил его. В результате Том прячется за Спайком, он бросает взгляд на Тома. Но тот успевает встать на край удочки. Спайк не понимает, что это было. Бутч говорит «Вот это он и есть. Тот самый глупый пёс». И опять коты видят Джерри (на этот раз смотрящего фильм из-под почтового слота) и хотят его в очередной раз вышвырнуть, но Джерри успевает убежать из дома.
Рассерженный Джерри толкает Спайка к окну и держит его. Спайк просыпается и начинает смотреть третью часть, которая называется «Поводок для всех собак». События из мультфильма "Готов быть связанным", когда был принят закон, о том что все животные будут держаться на привязи. Узнав об этом, Том пошел к Спайку и начал всячески издеваться над ним. В результате Спайк опять потерпел поражение в этой части.
Все коты смеются. «Круглый дурак — этот пёс» — говорит Бутч и присоединяется к смеху. Сам Спайк появляется за Бутчем и сердито смотрит на него. Бутч смотрит на Спайка (он поначалу не знает, что это Спайк) и говорит: «Досталось Спайку» и начинает глупо изображать собачий лай. Но потом его имитируемый лай начинает сникать, поскольку он понимает, кто перед ним стоит. В результате весь кошачий квартет вынужден убегать от Спайка, а Джерри снимает погоню на камеру. Из его камеры появляется слово «The End» (Конец).

### Флэшбэки
В этом мультфильме были использованы флэшбэки из серий:
- «Серенада любви»
- «Кошачья рыбалка»
- «Готов быть связанным»